# Jane Goldman

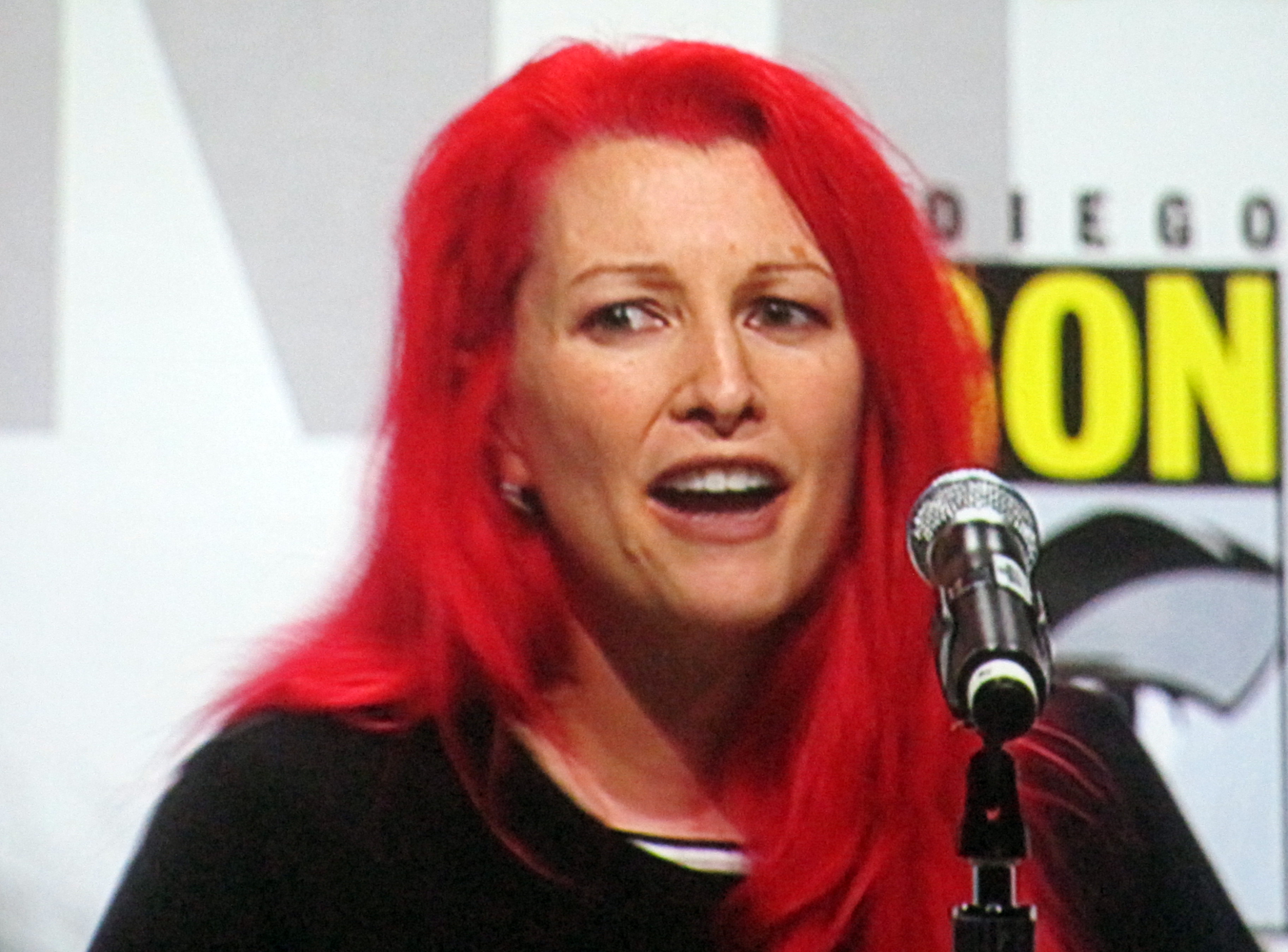
Jane Goldman. 2010

Jane Lauretta Anne Goldman (nascuda l'11 de juny de 1970) és una guionista, autora, model i presentadora de televisió anglesa. Entre els anys 2003 i 2004 va protagonitzar la seva pròpia sèrie de successos paranormales, Jane Goldman Investigates, al canal Living.

## Vida personal
Goldman va néixer en Hammersmith, Londres, filla d'Amanda i Stuart Goldman, promotor immobiliari. El seu pare era jueu i la seva mare budista. Va conèixer i va tenir el seu primer romanç amb el popular presentador de televisió Jonathan Ross quan amb prou feines tenia 16 anys i era colunista pop del periòdic Daily Star, es va casar amb ell en 1988 després de complir els 18. Des de llavors han tingut tres fills: Betty Kitten (cridada així per Bettie Page i Kitten Natividad) nascuda al juliol de 1991, Harvey Kirby (en honor de l'artista de còmics Jack Kirby) nascut al març de 1994 i Honey Kinny nascuda al febrer de 1997. La família resideix en Hampstead Garden Suburb, Londres.

## Carrera
Goldman va treballar com a membre del staff escrivint en la revista de videojocs de PC multi-format Zero, en les edicions publicades entre 1990–1992.
Goldman va escriure la novel·la Dreamworld, quatre llibres de no-ficció per a joves adults, i la sèrie de dos volums de no-ficció, The X-Files Book of the Unexplained, sobre la popular sèrie de televisió Americana. Goldman apareix com a personatge en la mini historieta de Neil Gaiman "The Facts in the Case of the Departure of Miss Finch" (1996).
Amb el pas del temps va aconseguir fer-se un buit com a guionista, va aconseguir ser part de l'equip de redacció dels breus episodis de comèdia de situacíon de David Baddiel, Baddiel's Syndrome. Jane va ser la co-escriptora del guió per a la pel·lícula Stardust, basada en la novel·la de Gaiman, que li va servir per guanyar en 2008 un Premi Hugo. Després de Stardust, Goldman es va convertir en col·laboradora habitual del director Matthew Vaughn, escrivint i produint conjuntament les seves següents pel·lícules, l'adaptació cinematogràfica del còmic Kick-Ass i X-Men: primera generació. Kick-Ass ha causat gran controvèrsia a causa d'un dels seus personatges, Hit-Girl (Chloë Grace Moretz) una letal assassina d'11 anys, violenta i extremadament sarcàstica entrenada pel seu pare Big-Daddy (Nicolas Cage). Goldman ha defensat al seu personatge argumentant, "No és una pel·lícula per a nens, no és alguna cosa que els nens hagin de veure. Òbviament cap nen petit podria anar per aquí fent tals coses." També va escriure el guió per al thriller dramàtic The Debt protagonitzada per Helen Mirren. Actualment es troba adaptant el guió de la novel·la de Susan Hill The Woman in Black.
El juny de 2008 va ser nomenada millor cineasta de l'any en els Women of the Year awards de la revista Glamur.

### Jane Goldman Investigates
Goldman tracta amb diversos tòpics paranormales al seu programa, Jane Goldman Investigates. Té diversos episodis individuals sobre diferents aspectes del paranormal, incloent fantasmes, clarividència, astrologia, etc. Goldman s'involucra personalment en els fets que investiga i intenta transmetre les seves experiències a l'espectador de la forma mes verídica possible, participant activament en lectures del Tarot, astrologia... Dedica un mes a cada tòpic, començant per entrevistar a experts i testimonis en els respectius camps paranormales; al final de cada mes fa una síntesi per veure com s'han assimilat les dades, testimoniatges i experiències recollides donant a l'espectador un visió el més objectiva possible.
Goldman presta molta atenció a la part científica de cada tema a tractar duent a terme experiments per a una millor progressió de les seves recerques. Per exemple, ideo un experiment de màgia rúnica per veure si les persones podien triar les seves respectives lectures dins d'un grup nombrós. Mentre que la majoria dels seus programes són divertits i amens, alguns indaguen en la part més fosca del paranormal, com el Voodoo, les malediccions i els poltergeist.

### Model
Goldman va ser model de llenceria per a la signatura Fantasie bras.

## Filmografia
| Any  | Pel·lícula                                  | Crèdit                   | Notes                       |
| ---- | ------------------------------------------- | ------------------------ | --------------------------- |
| 2007 | Stardust                                    | Guionista                | Al costat de Matthew Vaughn |
| 2010 | Kick-Ass                                    | Co-Productora, Guionista | Al costat de Matthew Vaughn |
| 2011 | The Debt                                    | Guionista                |                             |
| 2011 | X-Men: primera generació                    | Guionista                | Al costat de Matthew Vaughn |
| 2011 | The Woman in Black                          | Guionista                |                             |
| 2014 | X-Men: dies del futur passat                | Argument                 |                             |
| 2014 | Kingsman: The Secret Service                | Co-Productora, Guionista | Al costat de Matthew Vaughn |
| 2016 | Miss Peregrini's Home for Peculiar Children | Guionista                |                             |
| 2017 | Kingsman: The Golden Circle                 | Guionista                | Al costat de Matthew Vaughn |